# داشلی‌یاتاق
داشلی‌یاتاق (به ترکی آذربایجانی: Daşlıyataq) یک منطقهٔ مسکونی در جمهوری آذربایجان است که در Günəşli واقع شده‌است.